# 5406 Джонйосип
5406 Джонйосип (5406 Jonjoseph) — астероїд головного поясу, відкритий 9 серпня 1991 року.
Тіссеранів параметр щодо Юпітера — 3,364.